# Ataraktika
Ataraktika är ett samlingsnamn för lugnande läkemedel. Ordet "ataraktika" kommer från det grekiska ordet αταραξία ("ataraxia"), som betyder "sinneslugn" eller "sinnesro".
Den mest effektiva ataraktikan består av olika bensodiazepiner. Andra medel som också verkar lugnande och ångestdämpande är vissa starkare sorters antihistamin (till exempel hydroxizin) samt somliga neuroleptika.